# Gotocotyla acanthophallus
Gotocotyla acanthophallus är en plattmaskart. Gotocotyla acanthophallus ingår i släktet Gotocotyla och familjen Gastrocotylidae. Inga underarter finns listade i Catalogue of Life.